# کلیف ایدلمن
کلیف ایدلمن (انگلیسی: Cliff Eidelman؛ زادهٔ ۵ دسامبر ۱۹۶۴) آهنگساز فیلم اهل ایالات متحده آمریکا است.

## فیلم‌شناسی
| سال  | فیلم                         | کارگردان                      | استودیو                           | توضیحات         |
| ---- | ---------------------------- | ----------------------------- | --------------------------------- | --------------- |
| ۱۹۸۹ | Dead Man Out                 | ریچارد پیرس                   | اچ‌بی‌او                            | Television film |
| ۱۹۸۹ | To Die For                   | دیران سارافیان                | Academy Entertainment             |                 |
| ۱۹۸۹ | Animal Behavior              | Kjehl Rasmussen H. Anne Riley | Millimeter Films                  |                 |
| ۱۹۸۹ | Triumph of the Spirit        | رابرت ام یونگ                 | Triumph Films                     |                 |
| ۱۹۹۰ | مردم دیوانه                  | تونی بیل                      | پارامونت پیکچرز                   |                 |
| ۱۹۹۰ | Judgment                     | Tom Topor                     | اچ‌بی‌او                            | Television film |
| ۱۹۹۱ | Delirious                    | Tom Mankiewicz                | مترو گلدوین مایر                  |                 |
| ۱۹۹۱ | پیشتازان فضا ۶: کشور کشف‌نشده | نیکولاس مایر                  | پارامونت پیکچرز                   |                 |
| ۱۹۹۲ | کریستوف کلمب: اکتشاف         | جان گلن                       | برادران وارنر                     |                 |
| ۱۹۹۲ | جهش ایمان                    | ریچارد پیرس                   | پارامونت پیکچرز                   |                 |
| ۱۹۹۳ | Untamed Heart                | تونی بیل                      | مترو گلدوین مایر                  |                 |
| ۱۹۹۳ | مترومن                       | رابرت تاونزند                 | مترو گلدوین مایر                  |                 |
| ۱۹۹۴ | My Girl 2                    | هاوارد زیف                    | کلمبیا پیکچرز                     |                 |
| ۱۹۹۴ | A Simple Twist of Fate       | گیلیز مک‌کینون                 | تاچ‌استون پیکچرز                   |                 |
| ۱۹۹۵ | Now and Then                 | لزلی لینکا گلتر               | نیو لاین سینما                    |                 |
| ۱۹۹۵ | Picture Bride                | Kayo Hatta                    | میرامکس                           | rejected score  |
| ۱۹۹۶ | If These Walls Could Talk    | Nancy Savoca                  | اچ‌بی‌او                            | Television film |
| ۱۹۹۷ | The Beautician and the Beast | کن کواپیس                     | پارامونت پیکچرز                   |                 |
| ۱۹۹۷ | Free Willy 3: The Rescue     | Sam Pillsbury                 | Warner Bros. Family Entertainment |                 |
| ۱۹۹۸ | مونتانا                      | Jennifer Leitzes              | جی کی فیلمز                       |                 |
| ۱۹۹۸ | یک چیز واقعی                 | کارل فرانکلین                 | یونیورسال استودیوز                |                 |
| ۱۹۹۹ | Witness Protection           | ریچارد پیرس                   | اچ‌بی‌او                            | Television film |
| ۲۰۰۱ | راپسودی آمریکایی             | Éva Gárdos                    | Paramount Classics                |                 |
| ۲۰۰۲ | گل‌های هریسون                 | الی شوراکی                    | یونیورسال استودیوز                |                 |
| ۲۰۰۳ | فیلم لیزی مک‌گوایر            | جیم فال                       | والت دیزنی پیکچرز                 |                 |
| ۲۰۰۵ | خواهری از سفر آرزوها         | کن کواپیس                     | برادران وارنر                     |                 |
| ۲۰۰۹ | با تو حال نمی‌کند             | کن کواپیس                     | نیو لاین سینما                    |                 |
| ۲۰۱۲ | معجزه بزرگ                   | کن کواپیس                     | یونیورسال استودیوز                |                 |